# Shota Kawanishi
Shota Kawanishi (川西 翔太 Kawanishi Shota?), född 28 oktober 1988 i Nara prefektur, är en japansk fotbollsspelare.
Kawanishi började sin karriär 2011 i Gamba Osaka. Efter Gamba Osaka spelade han för Montedio Yamagata, Oita Trinita och FC Gifu.